# Pošta Srbije
Die Pošta Srbije (serbisch :Пошта Србије Pošta Srbije) ist das Postunternehmen Serbiens. Die Geschichte der Post begann bereits 1840, als Briefe von sogenannten Tataren durch das Land transportiert wurden. Die erste Briefmarke wurde 1866 ausgegeben und im Jahr 1874 gründete die Post zusammen mit 21 anderen Staaten den Weltpostverein in Bern.